# Xavier Bouquet
Xavier Bouquet, né le 22 septembre 1822 à Lyon (Rhône) et mort le 17 juillet 1903 à Marseille (Bouches-du-Rhône), est un homme politique français.

## Biographie
Médecin en 1847, installé à Marseille, il est l'un des leaders de l'opposition au Second Empire. Conseiller général du canton de Lambesc, il est député des Bouches-du-Rhône de 1876 à 1881, siégeant à gauche. Il est l'un des 363 qui refusent la confiance au gouvernement de Broglie, le 16 mai 1877. 

## Sources
- « Xavier Bouquet », dans Adolphe Robert et Gaston Cougny, Dictionnaire des parlementaires français, Edgar Bourloton, 1889-1891 [détail de l’édition]